# Усс, Александр Викторович
Алекса́ндр Ви́кторович Усс (род. 3 ноября 1954, Новогородка, Красноярский край) — российский политический и государственный деятель, учёный-правовед.
Губернатор Красноярского края с 29 сентября 2017 по 20 апреля 2023 года. Член партии «Единая Россия». По итогам 2018 года Александр Усс был признан самым богатым российским губернатором.
Председатель Законодательного собрания Красноярского края (1998—2017). Заместитель губернатора Красноярского края (1995—1997). Депутат Совета Федерации I созыва (1994—1996).
Доктор юридических наук, профессор. Президент Сибирского федерального университета. Заслуженный юрист РФ (2004).
С 26 июля 2022 года за поддержку войны России против Украины под санкциями Великобритании, С 15 декабря 2022 года — США, С 19 августа 2022 года — Канады и с 19 октября 2022 года — Украины.

## Биография
Родился 3 ноября 1954 года в деревне Новогородка Иланского района Красноярского края.
Отец — Виктор Петрович Усс (1922—2011), председатель колхоза, Герой Социалистического Труда; участник Великой Отечественной войны, имеет две медали «За отвагу». Демобилизовался в 1947 году в звании младшего лейтенанта.
Мать — Мария Фоминична Усс (1928—2017).

## Образование и научная деятельность
В 1976 году с отличием окончил юридический факультет Красноярского государственного университета.
В 1976—1980 годы — стажёр-исследователь, аспирант Томского государственного университета. Там же защитил диссертацию на соискание учёной степени кандидата юридических наук по теме «Конфликты между осуждёнными, сопровождающиеся насильственными посягательствами (по материалам исправительно-трудовых колоний строгого режима)».
В 1981—1993 годы — ассистент, старший преподаватель, доцент кафедры уголовного права, старший научный сотрудник Красноярского государственного университета. 1986—1988 — стипендиат Института иностранного и международного уголовного права им. М. Планка (Фрайбург, ФРГ).
В 1994 году в Томском государственном университете защитил диссертацию на соискание учёной степени доктора юридических наук по теме «Социально-интегративная роль уголовного права» (специальность «Уголовное право и криминология; уголовно-исполнительное право»).

## Политическая карьера
В 1993 году был назначен начальником правового управления администрации Красноярского края.
12 декабря 1993 года избран членом Совета Федерации по Эвенкийскому двухмандатному избирательному кругу № 88 (28 % голосов).
1994—1995 годы — член Совета Федерации I созыва, член Комитета по международным делам.
1995—1997 годах — заместитель губернатора Красноярского края. Курировал общественный порядок и правовые вопросы.
С 1996 года был членом общественно-политического движения «Наш дом — Россия» (лидер — премьер-министр РФ Виктор Черномырдин).
В декабре 1997 года был избран депутатом Законодательного собрания Красноярского края от избирательного блока «Союз дела и порядка — будущее края», в январе 1998 года — председателем Законодательного собрания.
В марте 2001 года вступил в партию «Единство».
23 декабря 2001 года вновь был избран депутатом, 9 января 2002 года — председателем Законодательного собрания Красноярского края.
С 1998 года по должности входил в состав Совета Федерации, являлся членом Комитета по международным делам.
В декабре 2001 года сложил полномочия члена Совета Федерации в соответствии с законом о новом порядке формирования верхней палаты российского парламента.
В 2002 году баллотировался на выборах губернатора Красноярского края, занял первое место в первом туре 8 сентября, набрав 27,6 % голосов избирателей, и вышел во второй тур. Во втором туре выборов набрал 42 % голосов, но проиграл губернатору Таймырского автономного округа А. Хлопонину (более 48 %).
15 апреля 2007 года был избран депутатом Законодательного собрания объединённого Красноярского края, а на первой сессии парламента объединённого Красноярского края (14 мая 2007 года) — председателем Законодательного собрания края (за его кандидатуру проголосовал 51 из 52 присутствовавших депутатов, один бюллетень был засчитан как недействительный).

## Губернатор Красноярского края
29 сентября 2017 года указом Президента России назначен временно исполняющим обязанности губернатора Красноярского края.
9 сентября 2018 года был избран губернатором Красноярского края, набрав 60,19 % голосов.
21 сентября 2018 года официально вступил в должность губернатора.
В декабре 2020 года вошёл в состав Государственного Совета Российской Федерации.
В феврале 2021 года эксперты Центра информационных коммуникаций «Рейтинг» определили Александра Усса в последнюю группу рейтинга глав субъектов Российской Федерации, отдав ему 63 место из 85 возможных.
В январе 2021 года Александр Усс вошёл в список аутсайдеров по уровню доверия губернаторам.
2021 год регион, возглавляемый Александром Уссом, завершил с самым большим в стране профицитом бюджета — 86,9 млрд рублей. Это связано с ростом прибыли организаций, налог с которой наряду с НДФЛ составляет основу доходов региона. По итогу первых трёх лет руководства Александра Усса бюджет Красноярского края вырос почти в 2 раза, с 217,5 млрд в 2018 (план) до 396 млрд рублей в 2021 году (факт).
В июне 2022 года Александр Усс вошёл в состав Совета директоров ПАО "НК «Роснефть». Включение губернатора в состав Совета директоров связано с реализацией в регионе крупного инвестиционного проекта на Таймыре («Восток Ойл») В июле 2023 года Александр Усс был исключен из Совета директоров.
20 апреля 2023 года отправлен в отставку. На пост временно исполняющего обязанности губернатора Красноярского края был назначен заместитель министра финансов России Михаил Котюков.

## Возвращение в Заксобрание
25 мая 2023 года Избирательная комиссия Красноярского края передала вакантный мандат депутата Законодательного Собрания Александру Уссу.
8 июля 2023 года Депутаты законодательного собрания Красноярского края наделили Александра Усса полномочиями члена Совета Федерации.
21 июня 2023 года Александр Усс окончательно вступил в полномочия сенатора Российской Федерации — удостоверение и нагрудный знак он получил из рук председателя Совета Федерации Валентины Матвиенко на пленарном заседании.

## Возвращение в Совет Федерации
8 июня 2023 года депутаты Законодательного собрания избрали Усса сенатором, представителем законодательного органа государственной власти региона в Совете Федерации, заместитель председателя Комитета Совета Федерации по федеративному устройству, региональной политике, местному самоуправлению и делам Севера.

## Критика

### Двойное гражданство
В июле 2020 года депутат Государственной Думы Денис Парфенов направил в Администрацию Президента России, а также в другие ведомства запрос о возможном наличии у членов партии «Единая Россия» двойного гражданства. Парфенов заподозрил, что двойное гражданство или вид на жительство могут быть у министров, депутатов Государственной думы, членов Совета Федерации и глав российских регионов, в частности Александра Усса.
Усс наличие двойного гражданства и вида на жительство в Германии отрицает.

### Убийство журналиста Вадима Алферьева
26 декабря 1995 года в 19:31 по местному времени в Красноярске был убит журналист «Сегодняшная газета» Вадим Алферьев. За два месяца до смерти, 26 октября того же года Алферьев опубликовал материал «Тьма власти» об особняках красноярской элиты в Удачном. В том числе об особняке, который принадлежал Виктору Уссу, отцу Александра Усса.
Согласно материалам дела, после выхода публикации один из фигурантов заместитель начальника УФСНП Юрий Шалаков в телефонном разговоре с бизнесменом Геннадием Дружининым сообщает, что "в результате публикации задеты «наши» интересы и интересы «Александра Викторовича». На что Дружинин ответил, что «корреспондента будут „поправлять“. Обозреватель Новой газеты Алексей Тарасов подозревает, что речь шла об Александре Уссе.

### Состояние лесной отрасли Красноярского края
В июне 2019 года Глава Счетной палаты Красноярского края Татьяна Давыденко представила доклад о нарушениях в лесной отрасли региона. Согласно её информации более 5 млн га лесных угодий в Красноярском крае сдавались в аренду по льготным ценам, были признаки использования лесных ресурсов не по целевому назначению, а попытка организовать продажу леса через биржу привела к потере краем 200 млн руб. так как древесина реализовывалась по заниженным в 2—2,5 раза ценам. В 2018 году экспорт древесины из Красноярского края превысил в несколько раз объёмы прошлых лет и составил 48 млрд руб., 70 % экспорта занимают поставки в Китай.
Давыденко также констатировала, что власти Красноярского края не справляются с лесными пожарами, а ущерб, нанесённый в 2018 году, составил около 4 млрд рублей.

### Семейный бизнес
Александр Усс опосредованно, через членов своей семьи владеет несколькими компаниями. ООО «Центральное», учредителем в котором является Александр Усс передано в управление ООО «Сибирская альтернатива», учрежденное его женой Людмилой. Компания занимается арендой и управлением собственным или арендованным нежилым недвижимым имуществом.
Сын, Артём Усс является учредителем ООО «Сибирская земля», которое занимается покупкой и продажей недвижимости. Генеральным директором компании является Изаков Иван Александрович, который также выступал в роли учредителя и руководителя ряда других компаний, связанных с семьей Александра Усса, в частности в АО «КЛМ КО» (компания по реализации пиломатериалов, принадлежащая Людмиле Усс".
Александр Александров является генеральным директором одного из важнейших активов семьи Усса — компании ООО «Сибуголь», корни которой уходят в офшоры.
Артём Усс помимо ООО «Сибуголь» владеет двумя отелями в Италии на острове Сардиния: «Сан Диего» и «Дон Диего» и немецкой компанией «Nord-Deutsche Industrieanlagenbau GmbH».
Младшая дочь, Александра Усс, владеет недвижимостью в Лондоне, с 2021 года она стала владелицей кипрской компании «Dunegenes Trading Limited», до апреля 2021 года она владела долей в российской компании «Сибуголь», затем доля перешла к брату Артёму Уссу. Через офшор Александра владеет активами в Италии, долями в итальянской компании Luxury Sardinia S.R.L. Ей  также принадлежит четырёхзвездочная гостиница в Коста-Дорада в Испании.

### Сибирский федеральный университет
В 2020 г. Счетная палата РФ выявила в Сибирском федеральном университете, президентом которого является Александр Усс, 39 нарушений финансовой дисциплины на общую сумму более 1 млрд рублей. 47 % закупок на общую сумму 4,4 млрд руб., связанных с объектами капитального строительства, были произведены на неконкурентной основе в период 2014—2019 гг.
Российские СМИ сообщали, что основным подрядчиком работ для СФУ после того, как Александр Усс возглавил регион, стало ООО «Управляющая строительная компания (УСК) „Сибиряк“».
В январе 2021 года в офисе компании прошли обыски. Следователи возбудили уголовное дело по ч. 4 ст. 159 УК РФ (мошенничество) по подозрению в хищениях около 113 млн руб.

## Санкции
26 июля 2022 года, на фоне вторжения России на Украину, включён в санкционный список Великобритании «против российских чиновников, поддерживающих марионеточные администрации Путина на Украине». С 15 декабря 2022 года находится под санкциями США за реализацию приказа о мобилизации.
19 августа 2022 года Усс попал в санкционный список Канады «близких соратников режима, которые являются соучастниками агрессии российского режима против Украины».
19 октября 2022 года попал под санкции Украины как «глава государственного органа, осуществлявший поддержку/поощрение/публичное одобрение политики РФ, направленной на проведение военных действий и геноцид гражданского населения в Украине».
По аналогичным основаниям находится под санкциями Австралии и Новой Зеландии.

## Членство в общественных организациях
- член Совета по внешней и оборонной политике
- член президиума Общероссийской общественной организации «Ассоциация юристов России»
- в 2011 году избирался заместителем председателя Комитета по мониторингу Конгресса местных и региональных властей Совета Европы (КМРВСЕ)
- 20 июня 2012 года Александр Усс возглавил отделение Ассоциации юристов России по СФО
- в 2016 году избран действительным членом Европейской академии наук и искусств
- в 2019 году избран председателем Попечительского совета Красноярского краевого отделения Русского географического общества[48]

## Награды и звания
- Заслуженный юрист Российской Федерации (2004)[49]
- Премия «Российский национальный Олимп» в номинации «Председатель Законодательного Собрания года» (2005);
- Орден Святого благоверного князя Даниила Московского II степени (2005)
- Орден «За заслуги перед Отечеством» IV степени (12 января 2010 года)[50]
- Почетный знак «За вклад в развитие Красноярского края» (2014)[51];
- Нагрудный знак «Герб города Красноярска» (2014);
- Лауреат высшей юридической премии «Юрист года» (2014)
- Орден Александра Невского (2020)[52]
- Орден «За заслуги перед Отечеством» III степени (2023)
- Нагрудный знак МИД России «За вклад в международное сотрудничество» (2023)
- Благодарность Президента Российской Федерации (2024).

## Собственность
В 2019 году Усс задекларировал доход в размере 21,9 млн рублей (в 2016 — 24 млн 492 тыс. рублей). В собственности Усса находится жилой дом (324 м²), четыре дачных дома (53 м², 308 м², 65 м²., 78 м²), четыре земельных участка общей площадью 224617 м², хозяйственное сооружение (114 кв/ м), автомобиль Land Rover Range Rover. В пользовании Усса находятся земельный участок (6960 м²), объект незавершенного строительства — жилой комплекс (900 м²).
В собственности супруги Усса находятся жилой дом (1074,5 м²), три земельных участка общей площадью 75712 м², две квартиры (167,8 м², 162,4 м²), гараж, гараж-бокс, два машино-места, три нежилых помещения (345,6 м², 285,2 м², 325,9 м²), нежилое здание (920,9 м²), баня (24 м²). Людмила Усс владеет двумя иномарками: Land Rover Range Rover, Lexus GS 300, мотолодкой Silver, судном Silverado 31A и прицепом. В пользовании Людмилы Усс находятся два земельных участка (354,5 м², 3431 м²).
В 2019 году состояние Усса оценивалось приблизительно в 1,5—2 млрд рублей. На банковских счетах размещено 630 млн рублей.
По итогам 2018 года является самым богатым главой региона России. Имущество семьи губернатора Красноярского края оценено в 1,5 млрд рублей.
По словам Усса, наследство в виде недвижимости и финансов были получены им после смерти родителей. Отец Александра Усса на протяжении многих лет занимался сельским хозяйством. От отца Александру Уссу перешло ООО «Центральное», дом в Сочи, финансы.

## Увлечения
Увлекается горными лыжами, теннисом, гольфом, верховой ездой, игрой на гитаре, пением.

## Семья
Старший брат Владислав окончил Красноярский сельскохозяйственный институт, получил специальность инженера.
Супруга — Людмила Прокопьевна Усс (род. 1954), предприниматель, окончила Красноярский государственный университет.
Дочери — Мария Александровна Усс (род. 1977), юрист по образованию, проживает в Берлине и Александра Александровна Усс (род. 1992).
Сын — Артём Александрович Усс (род. 1982), юрист по образованию

## Научные труды

### Монографии
- Социально-интегративная роль уголовного права: монография / М-во образования и науки Российской Федерации, Сибирский федеральный ун-т, [Юридический ин-т]. — Красноярск: СФУ, 2015. — 323 с. — 500 экз. — ISBN 978-5-7638-3396-6.

### Статьи
на русском языке
- К вопросу о применении метода социометрических измерений при исследовании асоциальных групп // Предупреждение рецидивной преступности в Сибири. — Томск: Изд-во Томского университета, 1978. — С. 185—191.
- О правовых аспектах исследования проблемы конфликтных отношений между осуждёнными // Новая Конституция СССР и вопросы государства и права. — Томск: Изд-во Томского университета, 1979. — С. 148—149.
- Разрешение конфликтов между осуждёнными // Информационный бюллетень I (46). — Красноярск: Изд-во УВД, 1980. — С. 31-91.
- Правонарушения как элементы конфликтного взаимодействия осужденных // Новая Конституция СССР и проблемы правоведения. — Томск: Изд-во Томского университета, 1980. — С. 185—191.
- Некоторые особенности межличностных отношений осуждённых, содержащихся в местах лишения свободы // Предупреждение рецидивной преступности в Сибири. Межвузовский сборник. — Томск: Изд-во Томского университета, 1980. — С. 52—57. (в соавторстве с В. К. Новосельцевым)
- Конфликтогенные свойства взаимоотношений осуждённых, содержащихся в местах лишения свободы // Материалы III региональной научно-практической конференции «Молодые ученые и специалисты народному хозяйству». — Томск: Изд-во Томского университета, 1980. — С. 137—139.
- К вопросу о конфликтах, возникающих в процессе деятельности самодеятельных организаций осуждённых // Предупреждение рецидивной преступности в Сибири. Межвузовский сборник — Томск: Изд-во Томского университета, 1980. — С. 46—54. (в соавторстве с В. Р. Павлинским)
- К вопросу о методах разрешения конфликтов в среде осуждённых // Актуальные проблемы государства и права в современный период. — Томск: Изд-во Томского университета, 1981. — С. 204—205.
- О привлечении к уголовной и к дисциплинарной ответственности за посягательства против личности, совершаемые осуждёнными в исправительно-трудовых учреждениях // Проблемы теории и практики борьбы с преступностью. — Томск: Изд-во Томского университета, 1982. — С. 22—28.
- О принципах разрешения конфликтов в среде осуждённых // Актуальные вопросы государства и права на современном этапе. — Томск: Изд-во Томского университета, 1982. — С. 168—170.
- Межличностный конфликт как специфическая система взаимодействия // Вопросы педагогики и психологии высшей школы. — Томск: Изд-во Томского университета, 1983. — С. 116—122.
- Уголовное наказание и общественное мнение (опыт социологического исследования) // Актуальные вопросы государства и права на современном этапе. — Томск: Изд-во Томского университета, 1984. — С. 163—164.
- Особенности протекания конфликтов между осуждёнными, сопровождающихся насильственными посягательствами // Проблемы борьбы с рецидивной преступностью. — Томск: Изд-во Томского университета, 1984. — С. 63—74.
- Особенности неформальных взаимоотношений в среде осуждённых и конфликты между ними // Социальные проблемы исправления и перевоспитания осужденных. — М: ВНИИ МВД СССР, 1984. — С. 65—75. (в соавторстве с В. И. Поздняковым)
- Этические аспекты карательно-воспитательной практики // Актуальные проблемы государства и права на современном этапе. — Томск: Изд-во Томского университета, 1985. — С. 173—175.
- Характеристика личности осужденных, участвовавших в конфликтах, сопровождающихся совершением правонарушений // Предупреждение рецидивной преступности в Сибири. — Томск: Изд-во Томского университета, 1985. — С. 57—69.
- Предупреждение и разрешение конфликтов в исправительно-трудовых учреждениях // Труды ВНИИ МВД СССР. — 1985. — № 82. — С. 32—44. (в соавторстве с В. И. Поздняковым)
- Нравственное осуждение как элемент уголовного наказания // Актуальные проблемы государства и права на современном этапе. — Томск: Изд-во Томского университета, 1985. — С. 183—184.
- Опыт измерения антиобщественной установки при исследовании неформальных групп несовершеннолетних правонарушителей // Актуальные проблемы общественных наук. — Красноярск: Крайком ВЛКСМ, 1986. — С. 199—204.
- Некоторые направления прикладных психологических исследований в сфере карательно-воспитательной практики // Развитие прикладных психологических исследований и разработок. — М.: Академия наук СССР, 1986. — С. 168—169.
- К дискуссии о понятии уголовной ответственности в связи с проблемой нравственного осуждения преступника // Вопросы уголовной ответственности и наказания. — Красноярск: Изд-во Красноярского университета, 1986. — С. 75—93.
- Осуждение преступника — нравственное явление // Актуальные вопросы государства и права в период совершенствования социалистического общества. — Томск: Изд-во Томского университета, 1987. — С. 164—166.
- Законодательное регулирование и практика исполнения лишения свободы в ФРГ // Правоведение. — 1988. — № 6. — С. 85—88.
- Является ли исправление осужденных важнейшей целью уголовного наказания? // Актуальные вопросы правоведения в период совершенствования социалистического общества. — Томск: Изд-во Томского университета, 1989. — С. 183—184.
- Уголовно-правовая реформа и молодёжь // Молодёжь в процессах обновления советского общества. — М.: Высшая комсомольская школа при ЦК ВЛКСМ, 1989. — С. 82—90.
- Статья-рецензия: Прохоров В. С., Кропачев Н. М., Тарбагаев А. Н. Механизм уголовно-правового регулирования // Вестник ЛГУ. Сер. 6. Вып. 4. — 1989. — С. 104—107. (в соавторстве с Л. Б. Тиуновой)
- Отношение осужденных к порицающим последствиям лишения свободы (некоторые результаты социологического исследования) // Совершенствование уголовного законодательства и практики его применения. — Красноярск: Изд-во Красноярского университета, 1989. — С. 34—39. (в соавторстве с В. А. Лапо)
- О нравственной природе уголовно-правового осуждения преступника // Совершенствование уголовного законодательства и практики его применения. — Красноярск: Изд-во Красноярского университета, 1989. — С. 22—34.
- Каким быть лишению свободы? // Проблемы уголовной политики: советский и зарубежный опыт. — Красноярск: Изд-во Красноярского университета, 1989. — С. 221—235.
- Уголовно-правовое воздействие и порицание преступника // Вопросы теории и практики применения уголовного закона. — Красноярск: Изд-во Красноярского университета, 1990. — С. 98—119.
- Примирение вместо наказания (как течение в правоприменительной практике) // Правоведение. — 1990. — № 6. — С. 20—26.
- Уголовно-правовая политика. Тенденции и перспективы. — Красноярск: Изд-во Красноярского университета, 1991. — 238 с. (в соавторстве с А. И. Коробеевым и Ю. В. Голиком)
- Уголовное наказание и интересы потерпевшего // Вопросы уголовной политики. — Красноярск: Изд-во Красноярского университета, 1991. — С. 123—131.
- О юридической природе принудительных мер медицинского характера, применяемых к осуждённым // Социальная законность. — 1991. — № 12. — С. 45—47. (в соавторстве с Тарбагаевым А. Н.)
- О динамической концепции целей уголовного наказания // Актуальные проблемы правового регулирования общественных отношений в условиях перехода к рыночной экономике. — Барнаул: Изд-во Алтайского университета, 1991. — С. 184—185.
- Международный семинар: предварительное заключение и права человека // Социальная законность. — 1991. — № 2. — С. 7.
- Вторичное нормирование как средство сдерживания социальных конфликтов // Бюллетень клуба конфликтологов. Вып. 1. — Красноярск: Красноярский психологический центр консультирования, диагностики, коррекции, 1991. — С. 89—97.
- Позитивная общая превенция: некоторые теоретические модели // Организационно-правовые проблемы профилактики правонарушений органами внутренних дел в современных условиях. Межвузовский сборник научных трудов — Тюмень: Тюменская высшая школа МВД РФ, 1992. — С. 9—16.
- Некоторые аспекты реализации принципа гласности в правоохранительной деятельности // Правовые проблемы деятельности органов внутренних дел в современных условиях. — Академия МВД РФ, 1992. — С. 4—10. (в соавторстве с А. Н. Тарбагаевым)
- Уголовное наказание в свете психоанализа // Уголовная политика и совершенствование законодательства. — Кемерово: Изд-во Кемеровского университета, 1992. — С. 60—68.
- Статья-рецензия: Советское исправительно-трудовое право: Учебник / Под ред. Н. А. Беляева, B.C. Прохорова. — Л.: изд-во ЛГУ, 1989 // Правоведение. — 1992. — № 3. — С. 120—121. (в соавторстве с Н. В. Щедриным)
- Уголовно-правовой контроль и индивид: проблема отчуждения // Права человека и проблемы обеспечения законности. — Нижний Новгород, 1993. — С. 31—39.
- Технократические мифы и пенитенциарная политика // Тюремная реформа в странах бывшего тоталитаризма: Материалы Международной конференции, 14—19 ноября 1992 года. — М.: Содействие, 1993.
- Допустимо ли исправлять осуждённых? // Человек: преступление и наказание. — 1994. — № 1 (2). — С. 29—30.
- Гласность и законность в правоохранительной деятельности // Проблемы уголовной ответственности и наказания. — Красноярск, 1995. — С. 96—104. (в соавторстве с Тарбагаевым А. Н.)
- Исправление осуждённого: от «перековки» к помощи // Реализация положений нового законодательства в сфере исполнения уголовных наказаний. — М., 1995. — С. 28—31.
- Девиантное поведение в контексте западной теоретической социологии // Проблемы уголовной ответственности и наказания. — Красноярск, 1995. — С. 112—119. (в соавторстве с В. В. Майором)
- Российский федерализм: приоритеты развития // Журнал российского права. — 1999. — № 9. — С. 15—21.
- Актуальные проблемы формирования единого правового пространства в Российской Федерации // Пять лет региональному законодательству: проблемы, опыт, перспективы. Тезисы выступлений участников межрегиональной научно-практической конференции. — Тюмень, 1999. — С. 276—279.
- Укреплять Федерацию — наша общая задача // Федерализм. — 1999. — № 2 (14). — С. 5—23.
- Статья-рецензия: Кропачёв Н. М., Прохоров В. С. Механизм уголовно-правового регулирования: Уголовная ответственность: Учебное пособие. — СПб., 2000. — 60 с. // Правоведение. — 2000. — № 2. — С. 267—268. (в соавторстве с Гореликом А. С., Тарбагаевым А. Н.)
- Статья-рецензия: Кропачёв Н. М. Уголовно-правовое регулирование: Механизм и система. — СПб, 1999. — 261 с. // Правоведение. — 2000. — № 1. — С. 284—286. (в соавторстве с Гореликом А. С., Горобцовым В. И., Тарбагаевым А. Н.)
- Проблемы образования субъектов Российской Федерации и изменения их конституционно-правового статуса в контексте перспектив российского федерализма // Журнал российского права. — 2004. — № 7. — С. 15—29.
- Проблемы изменения состава субъектов Российской Федерации // Российский юридический журнал. — 2007. — № 3. — С. 42—48.

на других языках
- Perestroika in der Justis // Neue Kriminalpolitik. — 1989. — № 9. — S. 12—14.
- Reformen im Strafvollzug // Neue Krimmalpolitik. — 1993. — № 1.
- Jugendkriminalitat und ihre strafrechtliche Bekampfung // MschKrim. — 1992. — № 4.
- De strafen de belangen van slahtofer // Panopikon. — 1992. — № 1. — S. 61—66.

### Комментарии
1. ↑  В октябре 2022 года Артем Усс, был арестован в Италии, среди прочих фигурантов дела о контрабанде в Россию военных технологий, приобретенных у американских производителей, а также венесуэльской нефти. США добиваются его экстрадиции[57]. Кроме Артема Усса суд предъявил обвинения Юрию Орехову, Светлане Кузургашевой, Тимофею Телегину и Сергею Тулякову, а также двум нефтетрейдерам из Венесуэлы. Федеральный прокурор Восточного округа Бреон Пис заявил[58]:
[Обвиняемые] содействовали олигархам в их преступной деятельности и организовали сложную схему с целью незаконного получения американских военных технологий и санкционной венесуэльской нефти посредством огромного числа транзакций, в которых были задействованы подставные компании и криптовалюта.
В случае признания виновными обвиняемым грозит до 30 лет тюремного заключения[58].